# استیون ولفرم
استیون ولفرام (به انگلیسی: Stephen Wolfram) (زاده اوت ۱۹۵۹) ریاضیدان و فیزیکدان یهودی انگلستانی مقیم ایالات متحده آمریکا است. او سازنده نرم‌افزار مشهور متمتیکا و موتور جستجوگر ولفرام‌آلفا است و کماکان رئیس شرکت پژوهشی ولفرام ریسرچ می‌باشد.
مادر استیون استاد فلسفه دانشگاه آکسفورد بود. استیون در سنین کودکی در ازای انجام تکالیف ریاضی همکلاسیهای خود دستمزد دریافت می‌کرد و از اینرو در مدرسه خود شهرت پیدا کرد.
او در سن ۱۷ سالگی وارد دانشگاه آکسفورد شد و در رشته فیزیک ذرات بنیادی به تحصیل مشغول گشت.
او سپس راهی آمریکا شد و در سن بیست سالگی دکترای فیزیک از مؤسسه فناوری کالیفرنیا (کلتک) دریافت نمود.
ولفرام کرسی استادی دانشگاه پرینستون و سپس دانشگاه ایلینوی در اوربانا شامپاین را دریافت نمود و در همان‌جا بود که نرم‌افزار متمتیکا را خلق نمود.
او همچنین بنیان‌گذار نشریه تخصصی سیستمهای پیچیده (Complex Systems) است.